# Potemkin-falu

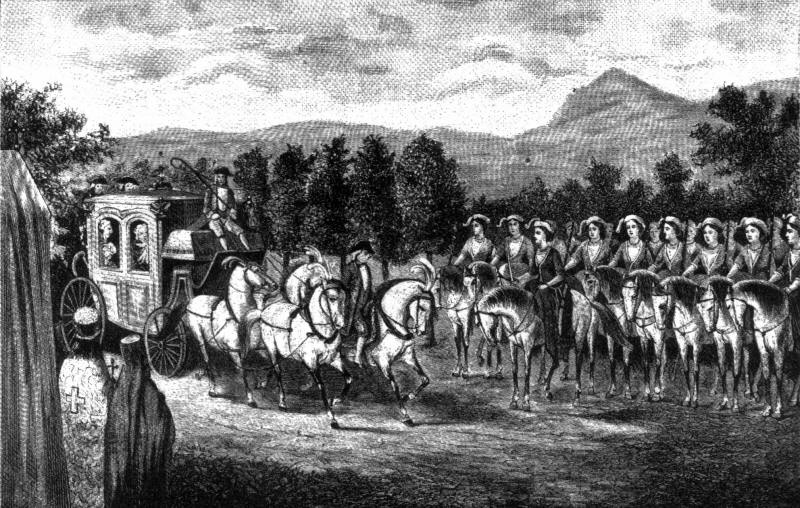
Patyomkin által kirendelt görög katonanők üdvözlik Katalin cárnőt a Krím-félszigeten (1787)

A Potemkin-falvak (gyakori alternatív írásmóddal Patyomkin-falvak) egy építészeti jelenség, amely azokról az állítólagos használhatatlan ál-falvakról kapta a nevét, melyeket Grigorij Alekszandrovics Potyomkin miniszter állíttatott fel II. Katalin cárnő látogatása előtt (1787) a Dnyeper folyó partján, hogy megtévessze a cárnőt. Úgy tartják, Potyomkin, aki a hadjáratot vezette a Krím-félszigetre, falusi házak homlokzatait állíttatta fel, hogy lenyűgözze az uralkodót az újonnan meghódított terület gazdagságával.
A modern történészek szerint ez a történet azonban legjobb esetben is erős felnagyítása a valójában történteknek, és a pletykát valószínűleg Potyomkin politikai ellenfelei terjesztették el. A miniszter a valóságban nagy erőfeszítéseket tett a krími területek fejlesztésére, és valószínű, hogy parasztokat küldött előre, hogy tegyék rendbe a területeket, amelyeket a cárnő meg fog látogatni. Az álfalvak legendája nagyrészt kitaláció. Potyomkin a valóságban valódi településeket alapított és erődöket építtetett, az út pedig, amelyen megmutatta az uralkodónak mindazt, amit elért, megerősítette helyzetét.
Így aztán a „Potemkin-falu” kifejezés a politikában úgy terjedt el, mint a kellemetlen tények hamis eredményekkel való elrejtésének szinonimája.

## Modern Potemkin-falvak

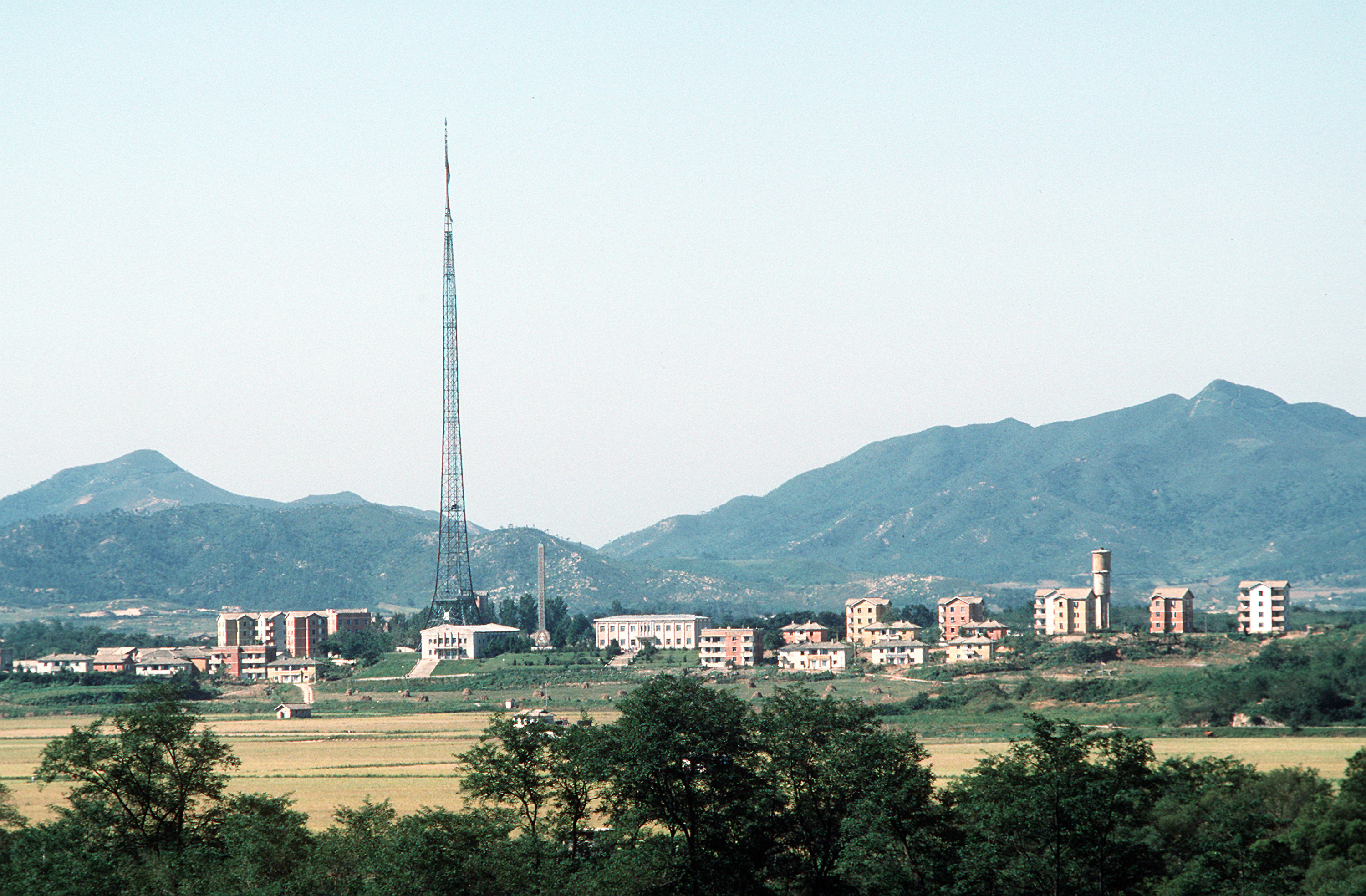
Az észak-koreai Potemkin-falu, Kidzsong-tong

A koreai demilitarizált övezetben található észak-koreai Kidzsong-tong (Kijongdong) falut is Potemkin-falunak tartják, mivel dél-koreai megfigyelők szerint propagandacélokra épült, hogy a határon való átszökésre bátorítsák a délieket, illetve elszállásolják a határterületen szolgáló katonákat.